# Ikuma
Ikuma là một chi nhện trong họ Palpimanidae.